# 中国政区大典
《中国政区大典》是一套介紹中华人民共和国各個行政區劃單位（涵蓋一級行政區劃至鄉鎮級行政區劃單位）的历史、地理、经济、文化的工具书，由中華人民共和國民政部主持编纂，浙江人民出版社於1999年出版。全书共分5卷，共接近6万条條目，全書字數達1400万字，附贈5张光盘。該書由李鵬作序。